# Легія ІІ
Акціонерне товариство «Легія ІІ» Варшава (пол. Legia Warszawa Spółka Akcyjna) — польський футбольний клуб з Варшави, заснований у 1928 році. Виступає у Третій лізі. Домашні матчі приймає на «Дозбуд Арені», місткістю 2 100 глядачів.
Є фарм-клубом ФК «Легія».

## Досягнення
- Кубок Польщі
  - Фіналіст (1): 1952.